# Brandon Rush
Brandon Leray Rush (Kansas City, Misuri, 7 de julio de 1985) es un exjugador de baloncesto estadounidense que disputó nueve temporadas en la NBA y dos más en la A1 Ethniki griega. Con 1,98 metros de altura, jugaba en la posición de escolta.
Es hermano menor de Kareem Rush.

## Trayectoria deportiva

### Universidad
Rush asistió a la Universidad de Kansas, donde pasó allí tres años. En su primera temporada, se convirtió en el primer freshman (jugador de primer año) de los Jayhawks en liderar a su equipo en anotación, con 13,5 por partido, y en rebotes, con 5,9. También logró ser el primer freshman en ser nombrado en el mejor quinteto de la Big 12 Conference y además consiguió el premio al mejor freshman de la Big-12. En la siguiente temporada, anotó en dobles figuras en 30 de los 38 partidos que disputó. Finalizó la campaña en números similares a su año freshman, promediando 13.8 puntos por encuentro. En su tercer y último año, Rush ayudó a los Jayhawks a su primer título desde 1988, derrotando a Memphis en la final por 75-68 en la prórroga. En las semifinales ante North Carolina, Rush fue nombrado MVP del partido tras anotar 25 puntos y capturar 7 rebotes. Rush promedió 15.8 puntos por partido en los seis partidos del torneo de la NCAA y fue nombrado además MVP del torneo de la Big-12. Aquella temporada fue candidato al Premio John R. Wooden y fue seleccionado en el mejor quinteto de la Big-12.
El 17 de abril de 2008, Rush se declaró elegible para el Draft de la NBA de 2008, renunciando a disputar su año sénior en Kansas. Un año antes, Rush planeaba presentarse al Draft, pero debido a una lesión en el ligamento cruzado anterior tuvo que continuar en la universidad.

### Profesional

#### NBA
Rush fue seleccionado por Portland Trail Blazers en la 13.ª posición del Draft de la NBA de 2008, pero posteriormente fue traspasado a Indiana Pacers junto con Jarrett Jack y Josh McRoberts por Ike Diogu y el novato Jerryd Bayless.
Tras tres temporadas en Indiana, el 19 de diciembre de 2011, Rush fue traspasado a Golden State Warriors a cambio de Louis Amundson.
Tras dos temporadas con los Warriors, el 10 de julio de 2013, es traspasado junto con Richard Jefferson y Andris Biedriņš, a Utah Jazz a cambio de Andre Iguodala y Kevin Murphy.
El verano siguiente, el 22 de julio de 2014, firma un contrato de dos años con Golden State Warriors, siendo su segunda etapa con la franquicia. Ese año ganó su primer campeonato NBA, al vencer a los Cleveland Cavaliers en las Finales (4-2).
El 8 de julio de 2016, firma por una temporada con Minnesota Timberwolves.
El 19 de septiembre de 2017, firma con Milwaukee Bucks, pero fue cortado el 14 de octubre antes de debutar. El 21 de febrero de 2018, firma un contrato de 10 días con Portland Trail Blazers, pero tampoco llegó a debutar con el equipo.

#### Grecia y retirada
El 21 de noviembre de 2019, y tras dos años sin jugar en partido oficial, firma por el Larisa B.C. griego de la Greek Basket League. Al término de la temporada renovó por una más.

## Estadísticas de su carrera en la NBA
|  | Denota temporada en la que ganó el campeonato de la NBA |

### Temporada regular
| Año     | Equipo       | PJ  | PT  | MPP  | %TC  | %3P  | %TL  | RPP | APP | ROB | TPP | PPP |
| ------- | ------------ | --- | --- | ---- | ---- | ---- | ---- | --- | --- | --- | --- | --- |
| 2008-09 | Indiana      | 75  | 19  | 24.0 | .423 | .373 | .697 | 3.1 | .9  | .5  | .5  | 8.1 |
| 2009-10 | Indiana      | 82  | 64  | 30.4 | .423 | .411 | .629 | 4.2 | 1.4 | .7  | .8  | 9.4 |
| 2010-11 | Indiana      | 67  | 21  | 26.2 | .421 | .417 | .755 | 3.2 | .9  | .6  | .5  | 9.1 |
| 2011-12 | Golden State | 65  | 1   | 26.4 | .501 | .452 | .793 | 3.9 | 1.4 | .5  | .9  | 9.8 |
| 2012-13 | Golden State | 2   | 0   | 12.5 | .667 | .000 | .667 | .5  | 1.0 | .0  | .0  | 7.0 |
| 2013-14 | Utah         | 38  | 0   | 11.0 | .333 | .340 | .600 | 1.2 | .6  | .1  | .2  | 2.1 |
| 2014-15 | Golden State | 33  | 0   | 8.2  | .204 | .111 | .455 | 1.2 | .4  | .2  | .4  | .9  |
| 2015-16 | Golden State | 72  | 25  | 14.7 | .427 | .414 | .643 | 2.5 | .8  | .3  | .3  | 4.2 |
| 2016-17 | Minnesota    | 47  | 33  | 21.9 | .374 | .386 | .722 | 2.1 | 1.0 | .5  | .5  | 4.2 |
| Total   | Total        | 481 | 163 | 22.0 | .426 | .402 | .706 | 2.9 | 1.0 | .5  | .5  | 6.8 |

### Playoffs
| Año   | Equipo       | PJ | PT | MPP  | %TC  | %3P  | %TL  | RPP | APP | ROB | TPP | PPP |
| ----- | ------------ | -- | -- | ---- | ---- | ---- | ---- | --- | --- | --- | --- | --- |
| 2011  | Indiana      | 5  | 0  | 11.0 | .462 | .750 | .500 | 1.4 | .6  | .2  | .2  | 3.2 |
| 2015  | Golden State | 3  | 0  | 2.3  | .167 | .500 | .000 | 1.0 | .0  | .0  | .0  | 1.0 |
| 2016  | Golden State | 14 | 0  | 7.9  | .450 | .333 | .500 | 1.6 | .2  | .1  | .1  | 1.6 |
| Total | Total        | 22 | 0  | 7.8  | .410 | .444 | .500 | 1.5 | .3  | .1  | .1  | 1.9 |